# Andrew Tennant
Andrew Tennant (Wolverhampton, 9 de marzo de 1987) es un deportista británico que compite en ciclismo en las modalidades de pista, especialista en las pruebas de persecución, y ruta.
Ganó 7 medallas en el Campeonato Mundial de Ciclismo en Pista entre los años 2010 y 2016, y 5 medallas de oro en el Campeonato Europeo de Ciclismo en Pista entre los años 2010 y 2015.

## Medallero internacional
| Campeonato Mundial | Campeonato Mundial        | Campeonato Mundial | Campeonato Mundial      |
| Año                | Lugar                     | Medalla            | Competición             |
| ------------------ | ------------------------- | ------------------ | ----------------------- |
| 2010               | Ballerup ( Dinamarca)     | Medalla de plata   | Persecución por equipos |
| 2011               | Apeldoorn ( Países Bajos) | Medalla de bronce  | Persecución por equipos |
| 2012               | Melbourne ( Australia)    | Medalla de oro     | Persecución por equipos |
| 2013               | Minsk ( Bielorrusia)      | Medalla de plata   | Persecución por equipos |
| 2015               | Saint-Quentin ( Francia)  | Medalla de plata   | Persecución por equipos |
| 2016               | Londres ( Reino Unido)    | Medalla de plata   | Persecución por equipos |
| 2016               | Londres ( Reino Unido)    | Medalla de bronce  | Persecución individual  |
| Campeonato Europeo |                           |                    |                         |
| Año                | Lugar                     | Medalla            | Competición             |
| 2010               | Pruszków ( Polonia)       | Medalla de oro     | Persecución por equipos |
| 2013               | Apeldoorn ( Países Bajos) | Medalla de oro     | Persecución por equipos |
| 2014               | Baie-Mahault ( Francia)   | Medalla de oro     | Persecución individual  |
| 2014               | Baie-Mahault ( Francia)   | Medalla de oro     | Persecución por equipos |
| 2015               | Grenchen ( Suiza)         | Medalla de oro     | Persecución por equipos |

1. 1 2  Compitió en la ronda de clasificación.

## Palmarés

### Pista
2007
- Campeón de Gran Bretaña de Persecución por Equipos (Russell Hampton, Jonathan Bellis y Steven Burke)

2009
- 2.º en el Campeonato de Reino Unido en Persecución
- 2.º en el Campeonato de Reino Unido en Puntuación

2010
- 2.º en el Campeonato Mundial Persecución por Equipos (haciendo equipo con Steven Burke, Ben Swift y  Ed Clancy)
- Campeonato Europeo Persecución por Equipos (haciendo equipo con Steven Burke, Edward Clancy y Jason Queally)

2011
- 3.º en el Campeonato Mundial Persecución por Equipos (haciendo equipo con Steven Burke, Samuel Harrison y  Peter Kennaugh)

2013
- 2.º en el Campeonato Mundial Persecución por Equipos (haciendo equipo con Ed Clancy, Samuel Harrison y  Steven Burke)
- Campeonato Europeo Persecución por Equipos (haciendo equipo con Steven Burke, Edward Clancy y Owain Doull)

2014
- Campeonato Europeo Persecución por Equipos (haciendo equipo con Jonathan Dibben, Edward Clancy y Owain Doull)
- Campeón de Gran Bretaña de persecución
- Campeón de Gran Bretaña de madison

2015
- 2.º en el Campeonato Mundial Persecución por Equipos (haciendo equipo con Owain Doull, Steven Burke y Ed Clancy)
- Campeonato Europeo Persecución por Equipos (haciendo equipo con Jonathan Dibben, Bradley Wiggins y Owain Doull)
- Campeonato Europeo en Persecución Individual
- Campeón de Gran Bretaña de persecución

2016
- 3.º en el Campeonato Mundial Persecución

### Ruta
2015
- 1 etapa de la Flèche du Sud

## Equipos
- Halfords (2009)
- Motorpoint-Marshalls Pasta (2010)
- Rapha Condor-Sharp (2011-2012)
- Madison Genesis (2013-2014)
- Team Wiggins (2015-2017)
- Canyon (2018-)
  - Canyon Eisberg (2018)
  - Canyon dhb p/b Bloor Homes (2019)
  - Canyon dhb p/b Soreen (2020)
  - Canyon dhb SunGod (2021)